# Червозерка
Червозерка — река в России, протекает в Холмогорском районе Архангельской области. Длина реки составляет 13 км.
Начинается из озера Червозеро, лежащего на высоте 37,9 метра над уровнем моря среди глубокого, более 2 метров, болота Дикое. Течёт в южном направлении через участок леса, болото Мурги и далее через лес. В низовьях отклоняется к юго-западу. Устье реки находится в 24 км по левому берегу реки Обокша на высоте 12 метров над уровнем моря.

## Данные водного реестра
По данным государственного водного реестра России относится к Двинско-Печорскому бассейновому округу, водохозяйственный участок реки — Северная Двина от впадения реки Вага и до устья, без реки Пинега, речной подбассейн реки — Северная Двина ниже места слияния Вычегды и Малой Северной Двины. Речной бассейн реки — Северная Двина.
Код объекта в государственном водном реестре — 03020300412103000034598.